# Ostatnia zima (film 1976)
Ostatnia zima (alb. Dimri i fundit) – albański film fabularny z roku 1976 w reżyserii Ibrahima Muçaja i Kristaqa Mitro, na motywach opowiadania Grate e fshatit tim (Kobiety z mojej wsi) Anastasa Kondo.

## Opis fabuły
Przełom 1943/1944. W środku zimy do albańskiej wioski wkraczają Niemcy. We wsi pozostały tylko kobiety. Ich obowiązkiem jest pomaganie dziewięciu rannym partyzantom, których tam ukryto. Pod kierunkiem Shano i Mary kobiety utrzymują łączność z oddziałem i opiekują się rannymi.
Film realizowano w okolicach Korczy, rolę statystów odgrywali pracownicy kooperatywy rolniczej ze wsi Dardhe. Liza Laska za rolę Mary została wyróżniona główną nagrodą aktorską na Festiwalu Filmu Albańskiego.

## Obsada
- Liza Laska jako Mara
- Margarita Xhepa jako Shano
- Rajmonda Bulku jako Pranvera
- Dhimitra Plasari jako Lulja
- Agim Qirjaqi jako dowódca niemiecki
- Guljelm Radoja jako oficer niemiecki
- Marika Kallamata